# Сесаме
Сеса̀ме (на италиански: Sessame; на пиемонтски: Siam, Сиям) е село и община в Северна Италия, провинция Асти, регион Пиемонт. Разположено е на 325 m надморска височина. Населението на общината е 286 души (към 2010 г.).